# تاريخ تايلاند (1932-1973)
سيطرت الديكتاتوريات العسكرية على تاريخ تايلاند منذ عام 1932 حتى 1973 إذ سيطرت على السلطة لمعظم هذه الفترة. كانت الشخصيات الرئيسية في هذه الفترة: الديكتاتور لوانغ فيبونسونغكرام (المعروف باسم فيبون)، الذي تحالف مع اليابان خلال الحرب العالمية الثانية، والسياسي المدني بريدي فانوميونغ، الذي أسس جامعة تاماسات وتولى منصب رئيس الوزراء لفترة وجيزة بعد الحرب.
تعاقبت سلسلة من الديكتاتوريين العسكريين بعد الإطاحة ببرادي -فيبون مرة أخرى، وسارات ثانارات، ثم ثانوم كيتيكاتشورن- الذي اقترن حكمه الاستبدادي التقليدي بزيادة التحديث والتغريب تحت تأثير الولايات المتحدة. تميزت نهاية الفترة باستقالة ثانوم بعد مذبحة المتظاهرين المؤيدين للديمقراطية بقيادة طلاب جامعة تاماسات.

## سيام بعد عام 1932

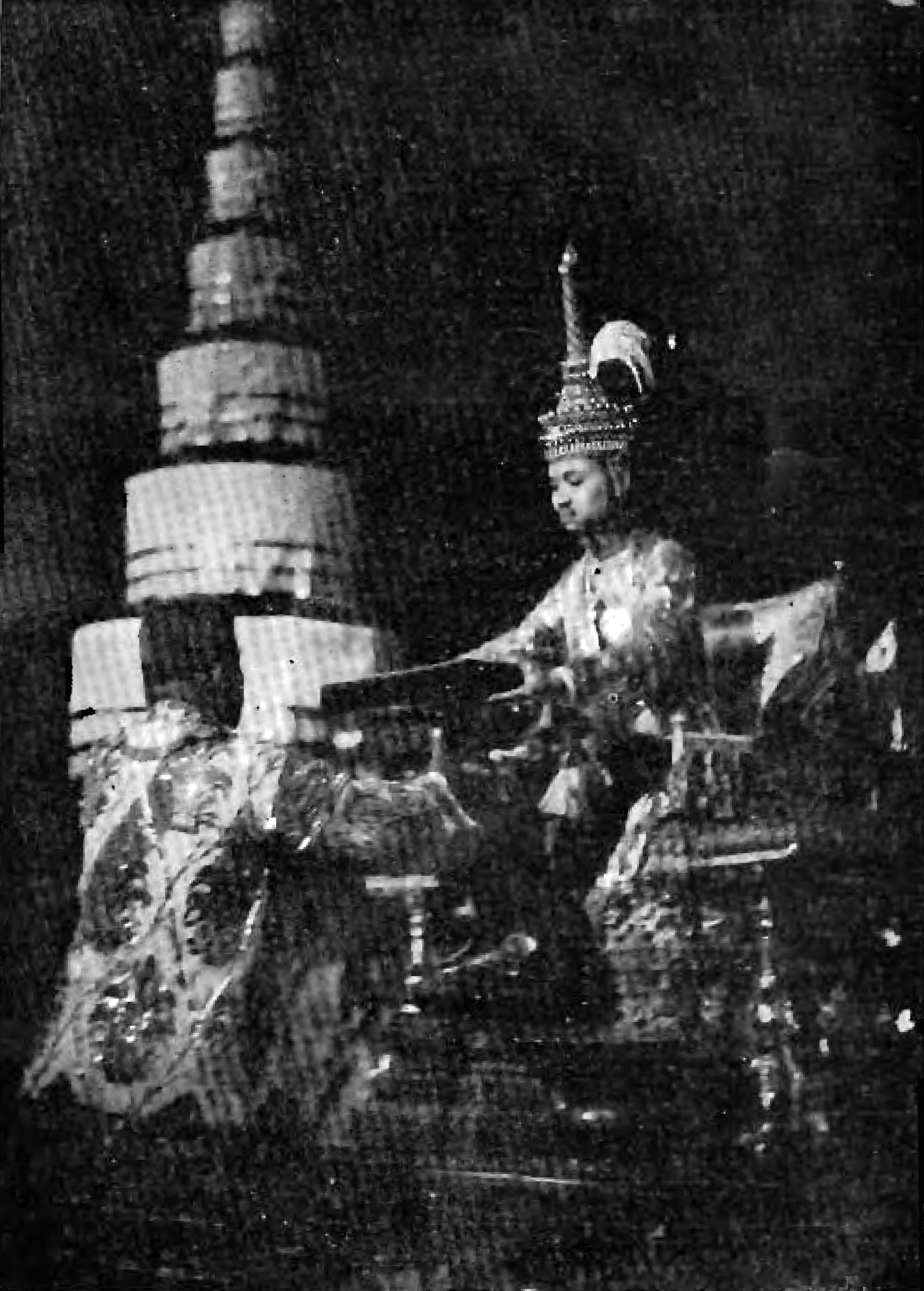
الملك براجاد هيبوك يوقع على دستور سيام الدائم بتاريخ 10 ديسمبر عام 1932

تولى الجيش السلطة من خلال الثورة السيامية غير الدموية عام 1932، التي حولت الحكم في سيام (كانت معروفة بتايلاند آنذاك) من ملكي مطلق إلى ملكي دستوري. قبِل الملك براجاد هيبوك هذا التغيير في البداية لكنه تنازل عن عرشه لاحقًا بسبب علاقاته المتوترة مع الحكومة. أصدر الملك براجاد هيبوك بعد تنحيه بيانًا موجزًا انتقد فيه النظام. تضمن بيانه العبارات التالية -كثيرًا يستشهد بها منتقدو بطء التطور السياسي في سيام:
إنني مستعد لتسليم السلطات التي مارستها سابقًا للشعب ككل، لكنني لست مستعد لتسليمها إلى أي فرد أو أي مجموعة لاستخدامها بطريقة استبدادية دون الالتفات إلى صوت الشعب.
قادت مجموعة من العقداء برئاسة فرايا فاهول فولفاهاوسينا وفرايا سونغسوراديج النظام الجديد لعام 1932. في ديسمبر، أصدروا دستورًا -دستور سيام الأول- تضمن جمعية وطنية، نصفها مُعين ونصفها منتخب بشكل غير مباشر. وُعد الشعب بإجراء انتخابات ديمقراطية كاملة بمجرد إكمال نصف السكان مرحلة التعليم الابتدائي، الأمر الذي كان متوقعًا أن يتم في وقت ما في الأربعينيات. عُين رئيس وزراء ومجلس وزراء وحُوفظ على واجهة الحكم الدستوري.
بدأ الصراع يندلع بين أعضاء الائتلاف الحاكم الجديد، بمجرد إنشاء الحكومة الجديدة ودخول الدستور حيز التنفيذ. كانت هناك أربعة فصائل رئيسية تتنافس على السلطة: الفصيل المدني المحافظ القديم بقيادة الفرايا مانوباكورن نيتيتادا (مانو)؛ الفصيل العسكري الأعلى بقيادة فرايا فاهول؛ الجيش الصغير والفصيل البحري بقيادة لوانغ فيبونسونغكرام؛ والفصيل المدني الشاب بقيادة بريدي فانوميونغ.
نشأ أول نزاع خطير عام 1933 عندما كُلف بريدي بمهمة صياغة خطة اقتصادية جديدة للأمة. دعا برنامجه الراديكالي إلى تأميم مساحات واسعة من الأراضي الزراعية وكذلك التحول الصناعي السريع الموجه من الحكومة. ودعا أيضًا إلى إنماء التعليم العالي حتى لا يسيطر الأرستقراطيون والعائلة المالكة على دخول البيروقراطية بالكامل. لكن أدانت معظم الفصائل الحكومية الخطة فوريًا على أنها شيوعية.
كان أعضاء الزمرة المحافظة هم الأكثر انزعاجًا من خطة بريدي، بسبب هجومه على الأملاك الخاصة. وحثوا حكومة مانو على اعتماد سياسات من شأنها أن تعكس مسار «الثورة». ولكن، عندما حاول فرايا مانو القيام بذلك، قام فيبون وفرايا فيول بانقلاب ثاني أطاح بحكومة مانو. عُين فرايا باهون رئيسًا جديدًا للوزراء، واستبعدت حكومته الجديدة جميع الملكيين.

### الحرب الأهلية

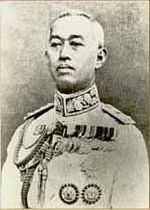
الأمير بوورادج قائد التمرد

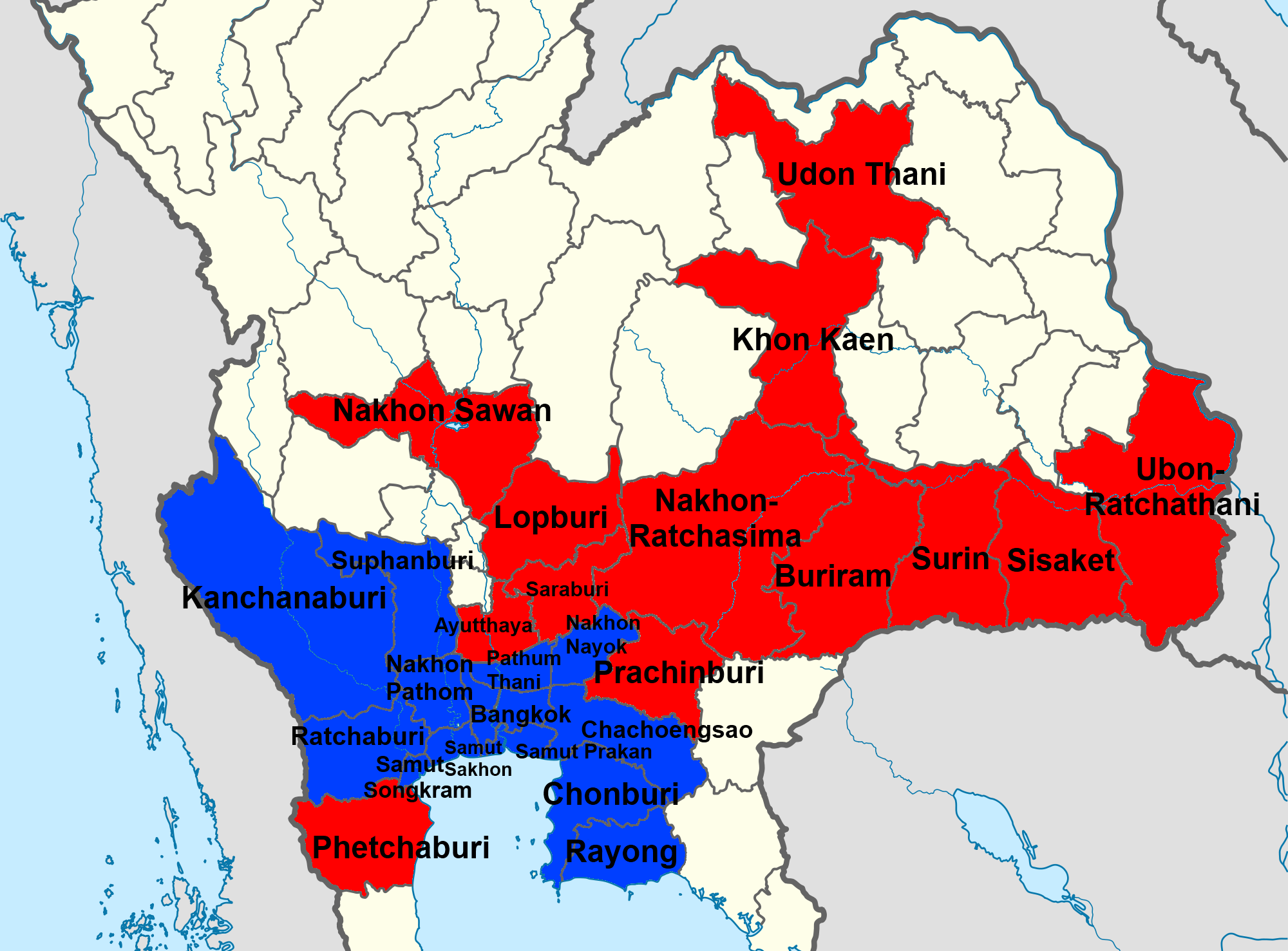
تايلاند عام 1933 وتظهر النزاع بين المحافظات الموالية للثوار والحكومة.
المحافظات التي التحفت بجيش الأمير بوورادج
المحافظات الموالية للحكومة.

جاء رد الفعل الملكي في أواخر عام 1933 عندما قاد الأمير بوورادج، حفيد الملك منغوكوت ووزير الدفاع السابق، تمردًا مسلحًا ضد الحكومة. حشد مختلف الحاميات الإقليمية وقام بمسيرة في بانكوك، واستولى على مطار دون موينغ خلال الطريق. اتهم الأمير الحكومة بعدم احترام الملك وتعزيز الشيوعية، وطالب قادة الحكومة بالاستقالة. أمل في أن تنضم بعض الحاميات في منطقة بانكوك إلى التمرد، لكنهم ظلوا موالين للحكومة. في أثناء ذلك، أعلنت البحرية أنها محايدة وغادرت إلى قواعدها في الجنوب. وبعد قتال عنيف في الضواحي الشمالية لبانكوك، هُزم الملكيون أخيرًا وغادر الأمير بوورادج إلى المنفى في الهند الصينية الفرنسية.
تمثلت أحد آثار قمع التمرد في تضاؤل مكانة الملك. بعد بدء التمرد، أعلن الملك براجاد هيبوك في برقية أنه يأسف للنزاع والاضطرابات المدنية. ليس واضحًا ما إذا كان مدفوعًا بالخوف من أسر المتمردين له، أو بالخوف من اعتباره من أنصار المتمردين، أو برغبته في تجنب المزيد من الخيارات بين فاهول وبوورادج. في كل الأحوال، تبقى الحقيقة أن الزوجين الملكيين لجآ في أوج الصراع إلى سونغكلا. فسر الحزب المنتصر انسحاب الملك من موقع القتال بأنه علامة على فشله في أداء واجبه. وتقوضت مصداقيته برفضه تقديم دعمه الكامل للحكومة الشرعية.
بعد ذلك ببضعة أشهر في عام 1934، سافر الملك براجاد هيبوك، الذي كانت علاقاته مع الحكومة الجديدة تتدهور منذ مدة، إلى الخارج لتلقي العلاج الطبي. أثناء وجوده في الخارج، أجرى مراسلات مع الحكومة ناقشت الشروط التي سيواصل العمل بموجبها كملك دستوري. وطلب استمرار بعض الامتيازات الملكية التقليدية. لكن الحكومة لم توافق.
اتهم براجاد هيبوك الحكومة في خطاب تنحيه بعدم مراعاة المبادئ الديمقراطية، وتوظيف أساليب إدارية تتعارض مع الحرية الفردية ومبادئ العدالة، والحكم بطريقة استبدادية، وعدم السماح للشعب بأن يكون له صوت حقيقي في شؤون سيام. وفي عام 1934، دخل قانون الصحافة حيز النفاذ، ومنع نشر أي مادة تعتبر ضارة بالنظام العام أو تقوض الآداب العامة. وطُبق القانون بشكل صارم حتى يومنا هذا.
كان رد الفعل على التنازل صامتًا. كان الجميع خائفين مما قد يحدث بعد ذلك. امتنعت الحكومة عن الطعن في أي تأكيدات في بيان تنحي الملك خوفًا من إثارة المزيد من الجدل. وبقي معارضو الحكومة هادئين بعد فشل التمرد الملكي.
خاضت الحكومة، بعد هزيمتها للملكيين، اختبار الوفاء بالوعود التي أوصلتها إلى السلطة. اتخذت خطوات أكثر حزمًا لتنفيذ بعض الإصلاحات الهامة. تخلت العملة عن معيار الذهب، ما سمح للتجارة بالتعافي. زادت نفقات التعليم أربعة أضعاف، وبالتالي رفعت معدل محو الأمية بشكل ملحوظ. أُدخلت الحكومات المحلية والإقليمية المنتخبة، وفي نوفمبر 1937 طُرحت تنمية الديمقراطية عندما أجريت انتخابات مباشرة للجمعية الوطنية، رغم أنه لم يُسمح بالأحزاب السياسية. تأسست جامعة تاماسات بمبادرة من بريدي، كبديل متاح أكثر لجامعة شولالونغكورن النخبوية. ووسّع الإنفاق العسكري بشكل كبير، وهذا مؤشر واضح على تزايد نفوذ الجيش. في السنوات ما بين 1934 و1940، جُهز الجيش والبحرية والقوات الجوية للمملكة بشكل لم يسبق له مثيل.

### عهد الملك أنادا ماهيدول (راما الثامن)
بعد أن غادر الملك براجاد هيبوك سيام وتنازل عن العرش في العام التالي، اختارت الحكومة الأمير أناندا ماهيدول ليكون الملك المقبل، وأصبح الملك راما الثامن الذي كان في ذلك الوقت في المدرسة في سويسرا. كانت سيام لأول مرة في التاريخ دون ملك مقيم وبقيت كذلك لمدة خمسة عشر عامًا، واعتقد خانا راتسادون أنه سيكون أكثر مرونة من براجاد هيبوك.

## من سيام إلى تايلاند (1939–1946)

### نهوض فيبون سونغكرام

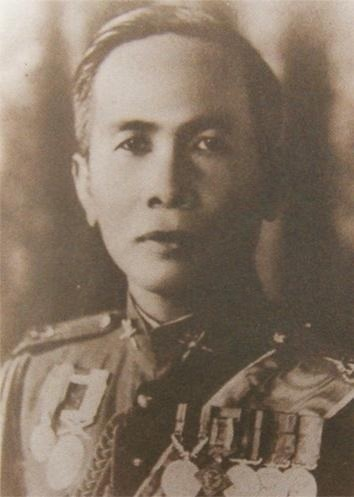
بلايك بيبولسونجكرام.

عمِل الجيش، بقيادة اللواء فيبون وزيرًا للدفاع في ذلك الوقت، والليبراليون المدنيون، بقيادة برايدي وزيرًا للخارجية، بشكل متناغم لعدة سنوات، ولكن في شهر ديسمبر من عام 1938، حين أصبح فيبون رئيسًا للوزراء، انهار هذا التعاون، وأصبحت الهيمنة العسكرية أكثر علنية. كان فيبون معجبًا ببينيتو موسوليني، وسرعان ما طور نظامه بعض الخصائص الفاشية. في أوائل عام 1939، أُلقي القبض على أربعين معارضًا سياسيًا، من الملكيين والديمقراطيين، وبعد محاكمات ملفّقة، أُعدم ثمانية عشر واحدًا، وهي أول عمليات إعدام سياسية في سيام منذ أكثر من قرن. أما الآخرون، ومن بينهم الأمير دامرونغ وفراي سونغسورادج، فقد أُرسلوا إلى المنفى. أطلق فيبون حملة ديماغوجية ضد رجال الأعمال الصينيين. أُغلقت المدارس والصحف الصينية، وزادت الضرائب على الشركات الصينية.
قلّد فيبون و«لوانغ ويكيت واهكان»، المتحدث الرسمي الأيديولوجي للحكومة، أساليب الدعاية التي استخدمها هتلر وموسوليني لبناء عبادة الزعيم. إدراكًا منهما لقوة وسائل الإعلام، فقد استخدما احتكار الحكومة للبث الإذاعي لتشكيل الدعم الشعبي للنظام. كانت الشعارات الحكومية الشعبية تُبث باستمرار على الراديو وتُلصق على الصحف واللوحات الإعلانية. كان من المقرر أيضًا أن تُرى صورة فيبون في كل مكان في المجتمع، بينما حُظرت صور الملك السابق براجاد هيبوك الذي كان ناقدًا صريحًا للنظام الاستبدادي. في الوقت نفسه، أصدر فيبون عددًا من القوانين الاستبدادية منحت الحكومة سلطة الاعتقال غير المحدودة تقريبًا والرقابة الكاملة على الصحافة. خلال الحرب العالمية الثانية، صدرت تعليمات للصحف بطبع الأخبار الجيدة فقط الصادرة عن مصادر المحور، في حين حُظرت التعليقات الساخرة حول الوضع الداخلي.

### تايلاند الفاشية
في 23 يونيو عام 1939، غير فيبون اسم البلد من سيام إلى برافيت تاي (بالتايلندية: ประเทศไทย)‏، أو تايلاند، الذي قيل إنه يعني «أرض الحرية». كان هذا لفتة قومية: إنها تمثل وحدة جميع الشعوب الناطقة بلغة التاي، بما فيها اللاو والشان، ولكن باستثناء الصينيين. أصبح شعار النظام «تايلاند للتايلانديين».

#### الثورة الثقافية
كانت الحداثة أيضًا موضوعًا مهمًا في قومية فيبون التايلاندية الجديدة. منذ عام 1939 وحتى عام 1942، أصدر فيبون مجموعة من 12 ولاية ثقافية. بالإضافة إلى مطالبة جميع التايلانديين بتحية العَلَم، ومعرفة النشيد الوطني، والتحدث باللغة الوطنية، شجعت الولايات أيضًا التايلانديين على العمل الجاد، والبقاء على علم بالأحداث الجارية، وارتداء الملابس الغربية. بحلول عام 1941، أصبح من غير القانوني السخريةُ من أولئك الذين حاولوا تعزيز العادات الوطنية، بالإضافة إلى أمور أخرى. شمل البرنامج أيضًا الفنون الجميلة، إذ رعت الحكومة المسرحيات والأفلام القومية بشدة. غالبًا ما تصوِّر هذه المسرحيات والأفلام ماضيًا مجيدًا اكتسب فيه المحاربون التايلانديون الحرية للبلاد، أو دافعوا عن شرفهم، أو ضحوا بأنفسهم بلا خوف. كانت الوطنية تُدَرَّس في المدارس، وكان الوطن موضوعًا متكررًا في الأغاني والرقصات.
في الوقت نفسه، عمل فيبون بحزم لتخليص المجتمع من التأثيرات الملكية. استُبدلت بالأعياد الملكية التقليدية أحداثٌ وطنية جديدة وتم التخلي عن الألقاب الملكية والأرستقراطية. من المفارقات أنه احتفظ بلقبه الأرستقراطي. حتى جماعة السانغا تأثرت حين خُفض تصنيف طائفة ثامايوث التي ترعاها العائلة المالكة.
في هذه الأثناء، وُجّهت جميع دور السينما لعرض صورة فيبون في نهاية كل أداء كما لو كانت صورة للملك، وكان على الجمهور أن ينهض وينحني. أصبح جانبٌ آخر من عبادة الشخصية المتنامية في فيبون واضحًا في الديكور الرسمي. ولأنه وُلد في عام الديك، بدأ هذا الرمز يُستخدم محل عجلة القيادة. وبالمثل، استُخدم اللون الأخضر الميمون لفيبون في الزخارف الرسمية.